# 사이토 미쓰키
사이토 미쓰키(일본어: 齊藤 未月, 1999년 1월 10일 ~ )는 일본의 축구 선수이다. 현재 쇼난 벨마레에서 J1리그의 비셀 고베로 임대되어 뛰고 있다.

## 구단 경력
그는 2016년부터 J리그의 쇼난 벨마레, 감바 오사카, 비셀 고베에서 뛰었다.

## 국가대표팀 경력
그는 2019년 FIFA U-20 월드컵에 참가할 일본 U-20 국가대표팀에 발탁되었으며, 4경기에 출전했다. 2020년 AFC U-23 축구 선수권 대회에도 출전했다.